# Пітер Лепп
Пітер Лепп (нар. 29 грудня 1817, колонія Ейнлаге (Кічкас) — пом. 1871) — промисловець німецького походження.

## Біографія
Народився 1817 року у ciм'i Генрiха Леппа в хортицькiй менонiтськiй колонii Ейнлаге. Ставши сиротою, поїхав до своїх родичів у Прусiю.
У Прусії набув фаху годинникового майстра. У колонії Розенталь (Верхня Хортиця) заснував завод годинникових механізмів. 1850 року відкрив завод сільськогосподарських машин. Продукція заводу була визнана в усій Російській Імперії, одержала позитивні відгуки та грамоти на сільськогосподарських виставках.